# الحميدية تاجوراء
الحميدية هي حي من أحياء منطقة تاجوراء بالعاصمة طرابلس تبعد عن وسط تاجوراء حوالي 8 كم تقريبًا تحدها من الشرق منطقة غوط الرمان ومن الشمال البحر ومن الغرب منطقة الضواحي التي تعرف بعمارات البحوث ومن الجنوب منطقة مشروع النصر في هذا الحي بالتحديد يقع المركز الوطني للقلب طرابلس ومدخل طريق الشط الساحلي.